# Gewöhnliche Türkenglocke
Die Gewöhnliche Türkenglocke (Michauxia campanuloides) ist eine Pflanzenart aus der Gattung Michauxia innerhalb der Familie der Glockenblumengewächse (Campanulaceae).

## Beschreibung

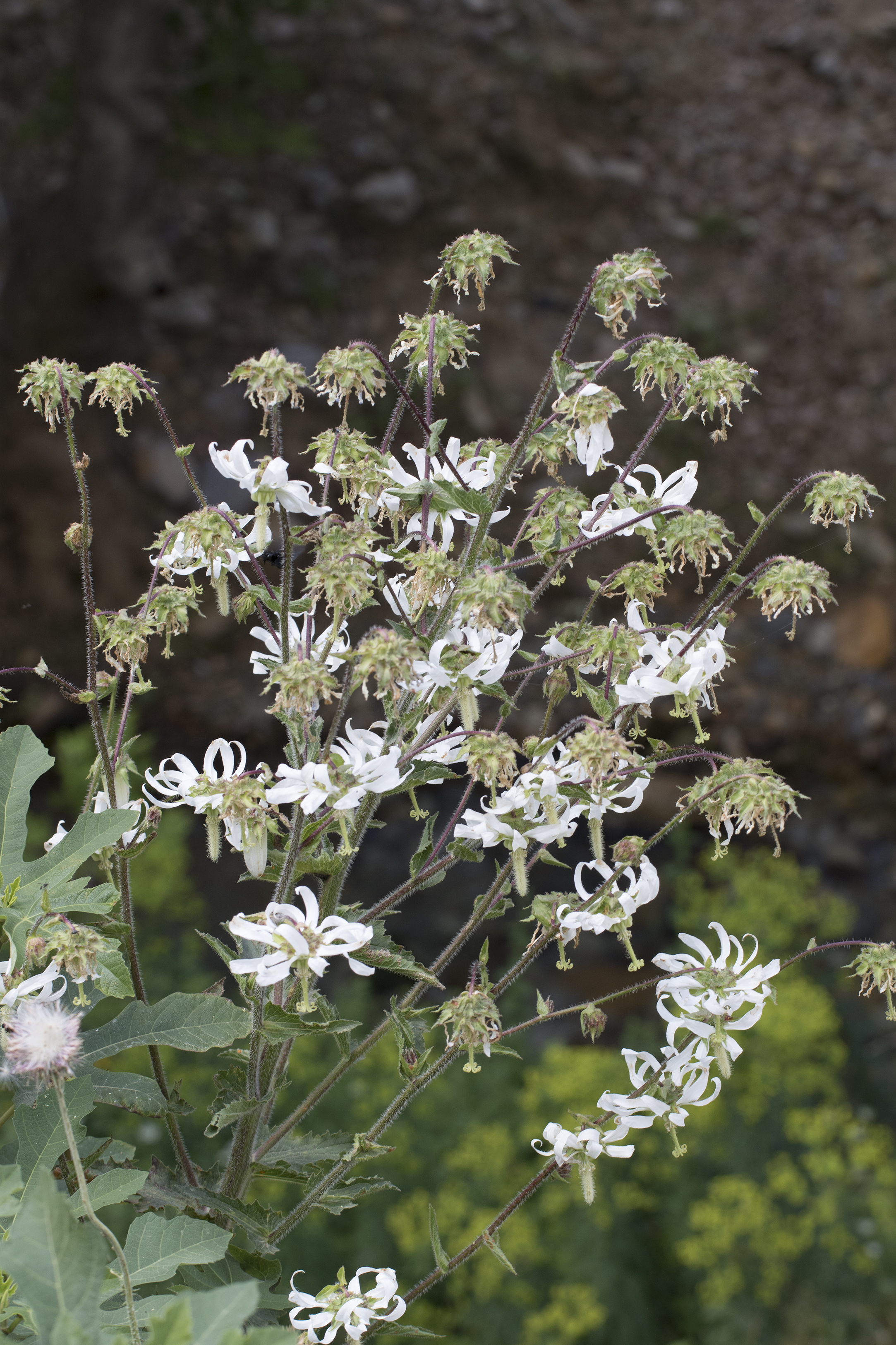
Blütenstand

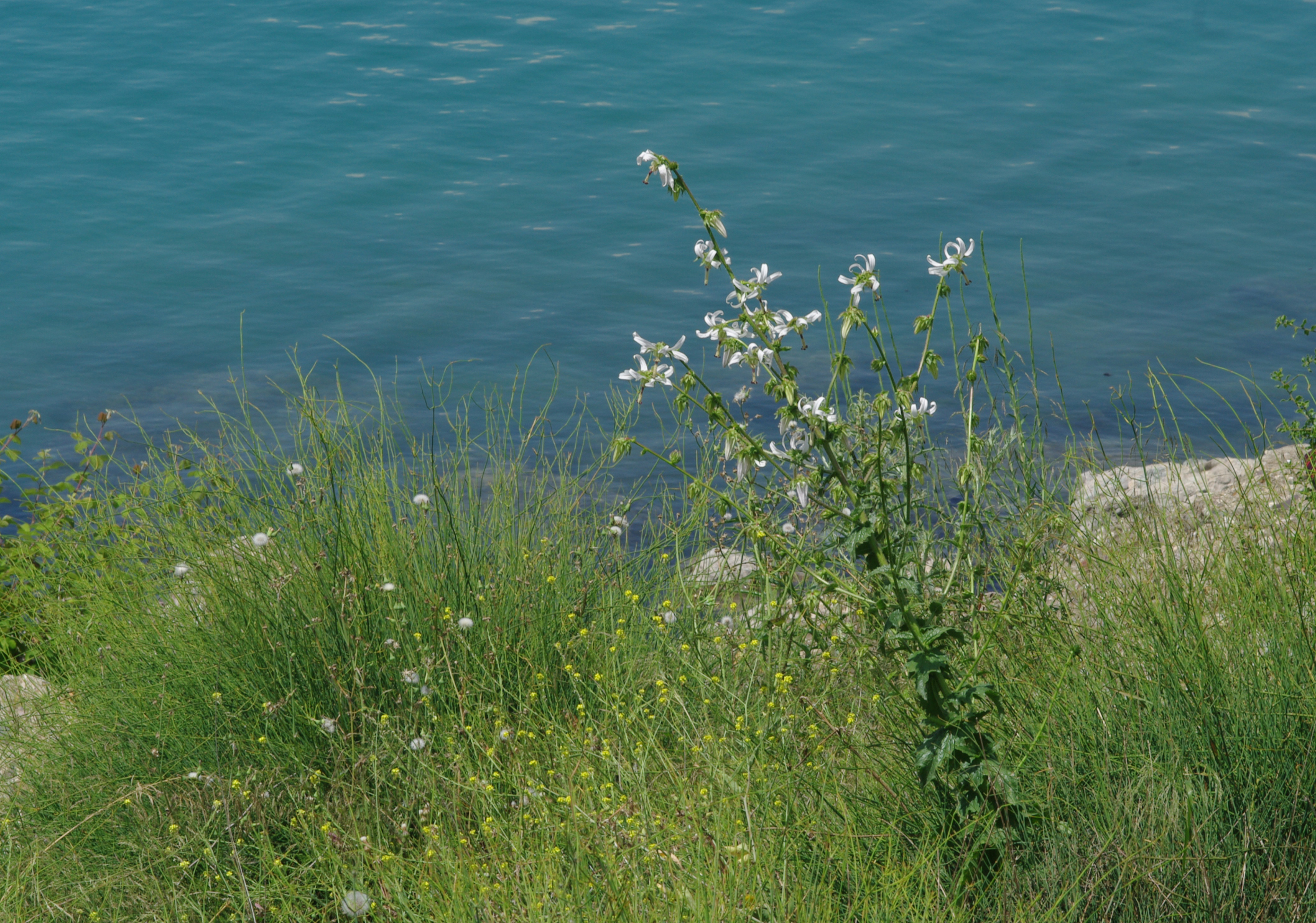
Habitus

### Vegetative Merkmale
Die Gewöhnliche Türkenglocke ist eine zweijährige oder mehrjährige, aber nur einmal blühende (hapaxanthe) Pflanze, die Wuchshöhen von 1 bis 1,5 (selten bis 2) Meter erreicht. Sie bildet eine Rübe aus. Der aufrechte Stängel ist dick und rau behaart.
Die Rosettenblätter und die unteren Stängelblätter sind fiederteilig oder gelappt, gezähnt und behaart.

### Generative Merkmale
Die Blütezeit reicht von Juli bis August. Der rispige oder traubige Blütenstand enthält viele Blüten.
Die Blüte ist radiärsymmetrisch mit doppelter Blütenhülle. Der Kelch besitzt zwischen den Kelchzipfeln Anhängsel. Die Krone hat einen Durchmesser von 8 Zentimeter. Die acht bis zehn weißen und außen purpurfarben überlaufenen Kronblätter sind nur an ihrer Basis verwachsen, bei einer Länge von 25 bis 40 Millimetern sowie einer Breite von etwa 1 Zentimeter bandförmig und zurückgebogen. Die Griffel sind 2 bis 4 Zentimeter lang.

## Vorkommen
Die Gewöhnliche Türkenglocke kommt in der südlichen bis zentralen Türkei, im westlichen Syrien und in Israel vor. Sie gedeiht auf Felsbasen in Höhenlagen von 10 bis 1700 Meter.

## Taxonomie
Die Erstveröffentlichung von Michauxia campanuloides erfolgte 1789 durch Charles Louis L’Héritier de Brutelle in William Aiton: Hortus Kewensis - a Catalogue of the Plants Cultivated in the Royal Botanic Garden at Kew. London, Band 2, Seite 8.

## Nutzung
Die Gewöhnliche Türkenglocke wird selten als Zierpflanze für Rabatten und Steingärten genutzt. Sie ist seit spätestens 1787 in Kultur.